# 아시아공원
아시아공원은 서울특별시 송파구 잠실동에 있는 공원이다.

## 개요
1986년 서울 아시안게임 개최를 기념하여 당시 아시안게임 선수촌과 함께 개장하였다. 면적은 66,027m2이며 잠실종합운동장 건너편에 위치하고 있다. 본래 이 곳은 원주민들이 농업으로 살았던 거주지였는데 아시안게임을 앞두고 도시미관 정비를 목적으로 모두 이주하게 되면서 그 자리에 원주민들의 거주 의미를 위한 부리도 기념비가 세워졌다.
공원에는 대추나무, 소나무 등이 식재되어있으며 그 외에 송파구 주최 노인 문화제, 야외 결혼식장 등이 있고 잠실운동장 및 야구장에서 경기가 열릴 때마다 응원을 나온 관객들의 휴식처 역할도 한다.

## 같이 보기
- 서울 아시안게임